# Imara Esteves Ribalta
Imara Esteves Ribalta (* 15. April 1978 in Cabaiguán) ist eine ehemalige kubanische Beachvolleyballspielerin.

## Karriere
Esteves Ribalta spielte 2003 ihre ersten internationalen Turniere mit Milagros Crespo und erreichte gleich im ersten Jahr mehrere Top-Ten-Platzierungen. In der Vorrunde der Weltmeisterschaft in Rio de Janeiro mussten sich die Kubanerinnen allerdings zwei punktgleichen Teams geschlagen geben. 2004 wurden sie Siebte der Gstaad Open. Ein Jahr später unterlagen sie in der dritten Hauptrunde der WM in Berlin den Niederländerinnen Mooren/Kadijk und schieden gegen das griechische Duo Koutroumanidou/Tsiartsiani aus. Ihre besten Ergebnisse 2006 waren zwei fünfte Plätze in Sankt Petersburg und Acapulco.
Zum Auftakt der WM 2007 in Gstaad besiegten sie ihre Landsleute Fernández Grasset/Larrea; in der ersten Hauptrunde verloren sie aber gegen die Chinesinnen Wang Lu / Zuo Man. Im nächsten Jahr nahmen sie an den Olympischen Spielen in Peking teil. Dort kamen sie als Gruppendritte ins Achtelfinale und scheiterten wieder an einem Duo aus China, diesmal Xue Chen / Zhang Xi. Nach dem Turnier trennten sich ihre Wege.
Esteves Ribalta spielte 2009 noch einige Turniere mit Fernández Grasset. In der Vorrunde der WM 2009 in Stavanger waren sie das schlechteste von drei punktgleichen Teams; trotzdem kamen sie in die erste KO-Runde, in der sie den Brasilianerinnen Ana Paula/Shelda unterlagen.